# Xã East River, Quận Page, Iowa
Xã East River (tiếng Anh: East River Township) là một xã thuộc quận Page, tiểu bang Iowa, Hoa Kỳ. Năm 2010, dân số của xã này là 254 người.